# Casa Guiu (Castelldefels)
La Casa Guiu és una obra del municipi de Castelldefels (Baix Llobregat) inclosa en l'Inventari del Patrimoni Arquitectònic de Catalunya.

## Descripció
És un edifici que consta de planta baixa i dos pisos, destacant, per la seva esveltesa i la seva integració, dins d'un entorn de vegetació consolidada de gran interès paisatgístic. Té un templet annex i elements decoratius "decó" d'inspiració clàssica. Té terrat damunt la planta baixa. Destaca la combinació del blanc de l'arrebossat amb el vermellós de la pedra de marès. Fou construïda pel volts del 1939.